# آنتونیو مک‌کی
آنتونیو مک‌کی (انگلیسی: Antonio McKay؛ زادهٔ ۹ فوریهٔ ۱۹۶۴) دونده اهل ایالات متحده آمریکا بود.
وی در مسابقات کشوری و بین‌المللی در مجموع برندهٔ ۵ مدال طلا، ۱ مدال نقره، ۱ مدال برنز شده‌است.